# 馬亞齊克湖
馬亞齊克湖（烏克蘭語：Маяцьке озеро），是烏克蘭的湖泊，位於該國克里米亞半島，長0.4公里、寬0.2公里，面積0.1平方公里，平均水深0.3米，最大水深0.6米，該地區每年降雨量少於350毫米。